# Kanał Młyński (dopływ Wisły)
Kanał Młyński (niem. Mühlen Graben, stąd gwarowa nazwa kociewska Milen) - dopływ Wisły na Kociewiu (o długości ok. 8,2 km), wypływający z jeziora Rokickiego Małego na Pojezierzu Starogardzkim. Przepływa przez Rokitki, Suchostrzygi i Malinowo. Uchodzi do Wisły (charakteryzując się dużym spadkiem) w przemysłowym rejonie Tczewa pomiędzy mostami tczewskimi (kolejowym i drogowym) i portem rzecznym. Obecnie przy ujściu, w miejscu starego młyna znajduje się mała elektrownia wodna.